# Yihegaole
Yihegaole (kinesiska: 伊和高勒, 伊和高勒苏木) är en socken i Kina. Den ligger i den autonoma regionen Inre Mongoliet, i den norra delen av landet, omkring 520 kilometer nordost om regionhuvudstaden Hohhot. Antalet invånare är 2817. Befolkningen består av 1 339 kvinnor och 1 478 män. Barn under 15 år utgör 13,0 %, vuxna 15-64 år 82 %, och äldre över 65 år 4,0 %.
Genomsnittlig årsnederbörd är 393 millimeter. Den regnigaste månaden är juni, med i genomsnitt 97 mm nederbörd, och den torraste är februari, med 4 mm nederbörd.